# Twister (film)
Pour les articles homonymes, voir Twister.
Ne doit pas être confondu avec le film américain de 2024 Twisters.
 (mars 2025).
Série
Twisters
(2024)
Pour plus de détails, voir Fiche technique et Distribution.
Twister ou Tornade au Québec est un film américain réalisé par Jan de Bont et sorti en 1996. Un reboot, Twisters, est sortie en 2024.
Le film suit Jo Harding, une météorologue marquée par la disparition de son père, emporté par une tornade de catégorie F5 (une tornade extrêmement dévastatrice et puissante) alors qu'elle était enfant. Vingt-sept ans plus tard, avec son équipe, elle traque ces mystérieuses intempéries qui ravagent les plaines américaines. Cet été, la météo prévoit la plus violente tornade qui ait frappé l'Oklahoma en trente ans.
Deuxième film le plus rentable de 1996 aux États-Unis, (avec près de 55 millions d'entrées vendues sur le sol américain), Twister rapporte 495 millions de dollars dans le monde. C'est le premier film hollywoodien à sortir en DVD.[réf. nécessaire]

## Synopsis
En juin 1969, alors que des nuages d'orages se forment dans le ciel. Cette nuit-là, le père de Jo Harding regarde la météo qui annonce une alerte à la tornade. Le père est intrigué par d'étranges grondements provenant de l'extérieur. Alors que l'orage se fait de plus en plus menaçant, Jo est alors réveillée par ces mêmes grondements. Sa mère vient la tirer de son lit, et le père indique de descendre à leur abri-tempête car la télé annonce une tornade de catégorie F5. Malgré les vents, la famille, et leur chien Toby prennent place dans l'abri. Mais alors que la tornade se rapproche, les vents violents commencent à secouer la porte et le père de Jo se précipite pour essayer de la retenir fermée. La tornade étant maintenant toute proche, la porte finit par être arrachée, et le père est emporté par la puissance des vents, sous le regard horrifié de Jo, qui est retenue par sa mère pour ne pas se faire emporter à son tour. Le lendemain matin, les dégâts causés sont considérables : la ferme est totalement détruite après le passage de la tornade.
27 ans plus tard, le NSSL annonce que des cellules orageuses pourraient donner naissance à des tornades très puissantes.
Bill Harding, ex-compagnon de Jo, arrive sur place avec sa nouvelle femme, Melissa Reeves pour lui faire signer les papiers du divorce, et découvre à sa grande surprise, quatre exemplaires de la machine Dorothy, machine sur laquelle ils ont tous les deux travaillé, afin d'étudier les tornades. Une alerte à la tornade vient contrecarrer les plans de Bill qui est contraint de les suivre en voiture, Jo n'ayant pas signé les documents. Alors qu'ils sont sur la route, un convoi les double, Bill reconnait leur ancien collègue, Jonas Miller. Il découvre un peu plus tard que ce dernier a copié leur invention et prétend l'avoir créée lui-même devant les caméras, ce qui manque de créer une bagarre entre Bill et les hommes de main de Jonas.
Peu après les événements, Melissa, qui est au même bar que Jo, comprend que cette dernière a encore des sentiments pour lui et qu'elle ne lui en veut pas mais Jo reste silencieuse. Bill, qui est resté dehors pour se calmer, remarque que la météo devient menaçante et, grâce à son expérience, devine qu'il est temps de partir à la chasse à la tornade. Sur la route, Bill et Jo se disputent un peu, et ne remarquent la tornade qui se forme que lorsque Beltzer la leur fait remarquer. Ils se précipitent pour l'intercepter mais ils manquent de se faire emporter et, en conséquence, le 4X4 de Jo ainsi que la première Dorothy sont détruits.
Un peu plus tard, ils reprennent la route avec la voiture de Bill pour tenter d'intercepter une autre tornade qui s'est formée. Bill parvient à deviner son changement de direction alors qu'ils doublaient le convoi de Jonas. Mais ils se retrouvent sur une route, encerclés par trois trombes qui leur passent dessus et manquent encore de peu d'emporter la voiture mais elles disparaissent rapidement, laissant Bill et Jo sous le coup de l'adrénaline et une Melissa totalement traumatisée. L'équipe décide (malgré les contestations de Jo) de se rendre à Wakita, pour faire une pause chez Meg, la tante de Jo. Alors qu'ils sont à table en train de manger, l'équipe critique l'interview de Jonas qui se moque ouvertement de l'équipe de Jo, et Melissa pose des questions concernant les tornades, et demande s'il y a des F5 et à quoi elles ressemblent. La question instaure un certain malaise, mais Preacher lui répond qu'elles correspondent au doigt de dieu. Bill ajoute qu'une seule personne en a déjà vue une : Jo.
À l'étage, Jo trouve du réconfort auprès de sa tante Meg, réalisant qu'elle éprouve à nouveau des sentiments pour Bill, avant que Dustin n'annonce avec joie la formation d'une tornade F3 au Nord de Dayton, forçant l'équipe à repartir rapidement après de rapides aux-revoirs. Alors qu'ils sont en chemin, Rabbit leur fait prendre un raccourci à travers les bois, et à travers un champ de maïs, qui débouche sur la route et manque de peu de provoquer une collision avec le convoi de Miller, ce dernier ayant eu vent lui aussi de la tornade en formation. Ce dernier réprimande Jo, ce à quoi cette dernière lui reproche de ne pas s'être arrêté peu après la destruction de sa voiture lors d'une tornade. Peu après, l'équipe de Jo change de route sur conseil de Bill, laissant l'autre convoi continuer tout droit. Ils reçoivent une alerte indiquant une tornade mais la tempête est bizarre, car la tornade n'est pas au sol, les ordinateurs annoncent qu'elle va apparaître et rapidement disparaître. Ils décident alors de déployer Dorothy II. Tandis que Jo est au volant, dirigeant la voiture vers la tempête, et que Bill prépare, tant bien que mal, la machine, une averse de grêle, ainsi que la tornade, font leur apparition. Malheureusement, la tornade détruit quelques poteaux électriques et l'un d'eux tombe et renverse au passage Dorothy II. La tornade disparaît aussitôt, mais commence à se reformer, Beltzer leur conseille de partir, mais Jo essaie en vain de ramasser les détecteurs, tandis que Bill essaie de la raisonner que mettre sa vie en danger ne lui ramènera pas son père, et lui avoue ses sentiments, conversation entendue par Melissa à travers la radio.
Le soir-même, l'équipe fait une halte dans un garage proche d'un drive-in pour faire quelques réparations sur les voitures, alors que le ciel est orageux. Tandis que Jo signe les papiers du divorce, Bill déclare avec scepticisme qu'il ignore s'ils vont réussir à faire voler Dorothy dans une tornade, et rajoute que l'appareil est peut-être trop léger. De son côté, Melissa, perplexe après avoir entendu la conversation de Bill et Jo, n'entend pas la météo annoncer une tornade F4 se diriger sur Canton. Tandis que le vent se lève, les éclairs se font plus menaçants et révèlent la tornade, qui se dirige droit sur eux. L'équipe parvient à se mettre à couvert dans la fosse du garage. La tornade détruit l'écran du cinéma plein-air, et cause d'autres dégâts dont la destruction partielle du garage, et de deux voitures de l'équipe.
Chez Meg, la tante de Jo, le vent commence à souffler, faisant tourner les pales du moulin et Meg s'approche, intriguée.
Peu après le passage de la tornade, Dustin annonce à Jo qu'elle se dirige droit sur Wakita. Jo et l'équipe décident de partir pour Wakita. Entre-temps, Melissa annonce à un Bill attristé qu'elle le quitte, déclarant qu'elle n'est pas faite pour la chasse à la tornade, non sans l'encourager à revenir avec Jo. Sur place, l'équipe constate les dégâts causés par la tornade et qu'ils n'ont pas été prévenus. Jo arrive enfin à la maison de Meg, sévèrement endommagée et sur le point de s'effondrer. Avec l'aide de toute l'équipe, ils parviennent à l'évacuer à temps avec son chien Moose et la maison achève de s'écrouler totalement.
Jo va voir Meg, qui la rassure sur son état de santé. Jo culpabilise de ne pas avoir été là et commence à douter de sa capacité à chasser les tornades, mais Meg lui remonte le moral, en lui disant qu'elle les chasse depuis son enfance, et que c'est sa raison de vivre. Après le départ de l'ambulance, Jo a alors une idée de créer des hélices avec des canettes en aluminium afin de permettre aux détecteurs de voler dans la tornade.
Bill embarque à bord de son pick-up avec les deux dernières Dorothy dont les détecteurs ont été modifiés pour voler et part avec pour intercepter la gigantesque F5 qui s'est formée, mais rien ne se passe comme prévu : la tornade balaie une des deux machines déployées, et il manque de peu de se faire heurter par un camion-citerne. Un peu plus loin, Jonas tente de déployer lui aussi sa machine en s'approchant de la tornade. Bill tente de l'avertir que la tornade pourrait subitement changer de direction et qu'ils sont en danger mais Jonas ne l'écoute pas. La tornade change soudainement de direction, envoyant un pylône électrique qui percute la voiture qui est soulevée et jetée au sol par la tornade la faisant exploser tuant sur le coup Jonas et son chauffeur.
Bill et Jo décident donc de se diriger droit vers le centre de la tornade pour l'intercepter. Bill et Jo sacrifient le 4X4, et parviennent à déployer la dernière Dorothy. L'équipe ne tarde pas à recevoir des informations, mais l'une d'entre elles indique que la tornade commence à dévier sa trajectoire, forçant Bill et Jo à s'enfuir à pied pour échapper à la fureur des vents. Ils finissent par trouver refuge dans une grange d'une ferme toute proche. Ils se rendent comptent que la grange est remplie d'objets coupants (couteaux, faux...) lorsque la tornade les forcent à nouveau à s'enfuir de la grange, qu'elle détruit sans difficulté. Ils se réfugient dans un cabanon, et, avec des lanières en cuir, s'attachent solidement à des tuyaux descendant de plusieurs mètres sous terre, tandis que la tornade leur passe dessus, et pour la première et dernière fois, Jo et Bill se retrouvent au cœur de la tornade. La tornade finit par disparaître et laisser place au soleil. Ils remarquent qu'elle n'a pas emporté la maison toute proche. Alors qu'ils décident de continuer leurs recherches en laboratoire, le reste de l'équipe arrive sur place. Le film se termine sur Jo et Bill qui s'embrassent et se réconcilient.

## Fiche technique
- Titre original et français : Twister
- Titre québécois : Tornade
- Réalisation : Jan de Bont
- Scénario : Michael Crichton et Anne-Marie Martin (en)
- Musique : Mark Mancina
- Photographie : Jack N. Green
- Montage : Michael Kahn
- Décors : Joseph C. Nemec III
- Costumes : Ellen Mirojnick
- Conseiller scientifique : Harold E. Brooks (National Severe Storms Laboratory)
- Production : Ian Bryce, Michael Crichton, Kathleen Kennedy, Laurie MacDonald et Steven Spielberg
- Sociétés de production : Amblin Entertainment et Constant c Productions
- Sociétés de distribution : Warner Bros. (États-Unis), Universal Pictures (International)
- Budget : 92 millions de dollars
- Pays de production :  États-Unis
- Langue originale : anglais
- Format : couleurs - 2,35:1 - DTS / Dolby Digital / SDDS - 35 mm
- Genre : catastrophe, action, aventures
- Durée : 113 minutes
- Dates de sortie[2] :
  - États-Unis : 10 mai 1996
  - France et Belgique : 21 août 1996
- PG-13 (États-Unis), tous publics (France)

## Distribution
- Helen Hunt (VF : Brigitte Berges) : Dr Jo Thornton Harding
- Bill Paxton (VF : Bernard Lanneau) : Dr Bill Harding
- Cary Elwes (VF : Pierre Tessier) : Dr Jonas Miller
- Jami Gertz (VF : Françoise Cadol) : Dr Melissa Reeves
- Philip Seymour Hoffman (VF : Éric Etcheverry) : Dustin Davis
- Lois Smith (VF : Claude Chantal) : Meg Greene
- Alan Ruck (VF : Éric Missoffe) : Robert « Rabbit » Nurick
- Sean Whalen (VF : Ludovic Baugin) : Allan Sanders
- Scott Thomson (VF : Georges Caudron) : Jason « Preacher » Rowe
- Todd Field (VF : Thierry Wermuth) : Tim « Beltzer » Lewis
- Joey Slotnick (VF : Mathias Kozlowski) : Joey
- Wendle Josepher (VF : Véronique Alycia) : Haynes
- Jeremy Davies (VF : Lionel Melet) : Laurence
- Zach Grenier (VF : Bruno Carna) : Eddie
- Gregory Sporleder (VF : Bruno Choël) : Willie
- Patrick Fischler (VF : Roger Lumont) : le communicateur
- Nicholas Sadler (en) : Kubrick
- Ben Weber (en) : Stanley
- Anthony Rapp : Tony
- Eric LaRay Harvey : Eric
- Abraham Benrubi : Bubba
- Melanie Hoopes : Patty
- J. Dean Lindsay : Dean
- Richard Lineback (VF : Daniel Beretta) : M. Thornton (père de Jo)
- Rusty Schwimmer (en) (VF : Veronique Augereau) : Mme Thornton (mère de Jo)
- Alexa Vega (VF : Kelly Marot) : Jo Thornton, enfant
- Jake Busey : technicien de laboratoire

Source : VF[réf. nécessaire]

## Production

### Effets spéciaux
Certaines des scènes sont inspirées de l'expérience Vortex 1.
Un turbofan Pratt & Whitney JT3D-7 fut utilisé au cours du tournage afin de recréer des effets de souffle sur les structures.
La machine « Dorothy » créée dans le film pour analyser les tornades est inspirée d'une machine réelle ayant fonctionné, TOTO, machine inventée en 1979 par les Dr Al Bedard & Carl Ramzy. Elle fut retirée du service en 1987.

### Noms des personnages
Toto et Dorothy sont des références aux personnages principaux du film Le Magicien d'Oz (1939), mettant en scène une tornade.

### Lieux de tournage
- Iowa : Ames, Boone, Eldora, Rippey et Whitten.
- Oklahoma : Guthrie, Maysville, Norman, Pauls Valley, Ponca City, Wakita et Waurika.
- Ontario : Bolton.

## Bande originale
- Talula (BT's Tornado Mix), interprété par Tori Amos
- Motherless Child, interprété par Eric Clapton
- Darling Pretty, interprété par Mark Knopfler
- Twisted, interprété par Stevie Nicks et Lindsay Buckingham
- Melancholy Mechanics, interprété par Red Hot Chili Peppers
- She Ain't Coming Back, interprété par Joe Diffie
- Virtual Reality, interprété par Rusted Root
- No One Needs to Know, interprété par Shania Twain
- Child in Time, interprété par Deep Purple
- Oklahoma, composé par Richard Rodgers et Oscar Hammerstein II
- Long Way Down, interprété par les Goo Goo Dolls
- Miss This, interprété par Soul Asylum
- Broken, interprété par Belly
- See The Sky Again, interprété par Edwin McCain
- Humans Being, interprété par Van Halen
- How, interprété par Lisa Loeb et Nine Stories
- Moments Like This, interprété par Alison Krauss et Union Station
- De Natura Sonoris No. 1, composé par Krzysztof Penderecki
- Love Affair, interprété par Ennio Morricone et k.d. lang
- Respect The Wind, interprété par Van Halen

## Distinctions

### Nominations
- Nomination à l'Oscar des meilleurs effets spéciaux et du meilleur son en 1997.
- Nomination au prix du meilleur film d'aventure, meilleur acteur (Bill Paxton), meilleure actrice (Helen Hunt) et meilleurs effets spéciaux, lors de l'Académie des films de science-fiction, fantastique et horreur 1997.

## Analyse

### Anachronisme
Au début du film, l'action se déroule en 1969, le présentateur météo annonce l'arrivée d'une tornade de catégorie F5, or le classement de la force des tornades sur l'échelle de Fujita a été créé en 1971.

## Autour du film

### Reboot
Un reboot du film nommé Twisters est sorti en 2024.

### Analyse
- Risques VS Fictions n°6, analyse de certains aspects du film par Frank Roux, enseignant à l'université Toulouse-III-Paul-Sabatier et directeur du laboratoire d'aérologie de l'Observatoire Midi-Pyrénées.